# Rothenburger Straße (metropolitana di Norimberga)
La stazione di Rothenburger Straße è una stazione della metropolitana di Norimberga, posta alla diramazione fra le linee U2 e U3.

## Storia
La stazione di Rothenburger Straße venne attivata il 28 gennaio 1984, come parte della tratta da Plärrer a Schweinau della linea U2; il 14 giugno 2008, con l'attivazione della linea U3, divenne stazione di diramazione.

## Interscambi
- Stazione ferroviaria (Nürnberg Rothenburger Straße)
- Fermata autobus[2]